# ستيف ميخائيل
ستيف ميخائيل (بالإنجليزية: Steve Michael)‏ هو سياسي أمريكي، ولد في 7 أبريل 1956، وتوفي في 25 مايو 1998.